# Jimmy McDougall
Jimmy McDougall, né le 23 janvier 1904 à Port Glasgow (Écosse), mort le 3 juillet 1984 à Liverpool, était un footballeur écossais, qui évoluait au poste d'milieu de terrain à Liverpool et en équipe d'Écosse. 
McDougall n'a marqué aucun but lors de ses deux sélections avec l'équipe d'Écosse en 1931.

## Carrière
- 1925-1928 :  Partick Thistle
- 1928-1938 :  Liverpool

## Palmarès

### En équipe nationale
- 2 sélections et 0 but avec l'équipe d'Écosse en 1931